# Encío
Encío est une commune d'Espagne située dans la comarque de l'Èbre, dans la communauté autonome de Castille-et-León, province de Burgos. Elle s'étend sur 18,76 km2 et comptait environ 45 habitants en 2011.